# Ré Bắc Bộ
Riềng Bắc Bộ hay ré Bắc Bộ (danh pháp hai phần: Alpinia tonkinensis) là cây thân thảo thuộc họ Gừng.
Cây mọc dưới tán rừng thứ sinh, có thể cao đến 2,5 m, ra hoa tháng 5 đến tháng 7, quả chín màu đỏ.
Cây có mặt ở Trung Quốc, Việt Nam (các khu vực: Tam Đảo, Ba Vì, Hà Nam, Ninh Bình).